# 二条城前駅
二条城前駅（にじょうじょうまええき）は、京都府京都市中京区二条城町にある、京都市営地下鉄東西線の駅。駅番号はT14。

## 歴史
駅名称は、駅付近を南北に走る大通りの堀川通から、当初は「堀川」と名づけられる予定であったが、その後、観光客を考慮し「二条城前」に変更された。京都市交通局において「二条城前」を名乗る鉄道駅は、1961年（昭和36年）7月限りで廃止された京都市電堀川線（北野線）に存在した停留場（場所は現在の駅近く）に次いで2代目となる。

### 年表
- 1996年（平成8年）3月18日：駅名を「二条城前」に決定[2]。
- 1997年（平成9年）10月12日：京都市営地下鉄東西線の醍醐駅 - 二条駅間の開通と同時に開業[3][4]。
- 1999年（平成11年）3月30日：2番出入口の使用を開始[5]。
- 2007年（平成19年）4月1日：ICカード 「PiTaPa」の利用が可能となる[3]。

## 駅構造
二条城の南東角側、押小路通の堀川西入の地下にある。島式ホーム1面2線の地下駅。出入口は3箇所ある。
トイレは改札外3番出入口付近にある。
東西線の各駅には駅ごとにステーションカラーが設定されており、当駅のステーションカラーは■柿色である。

### のりば
| のりば | 路線   | 方向 | 行先                               |
| ------ | ------ | ---- | ---------------------------------- |
| 1      | 東西線 | 下り | 二条・太秦天神川方面               |
| 2      | 東西線 | 上り | 烏丸御池・六地蔵／びわ湖浜大津方面 |

- 駅構内に文化財の展示ケースを設置して、地下鉄東西線建設にともなう発掘調査の成果とその出土遺物（当駅に隣接する神泉苑跡出土遺物など）を展示している。

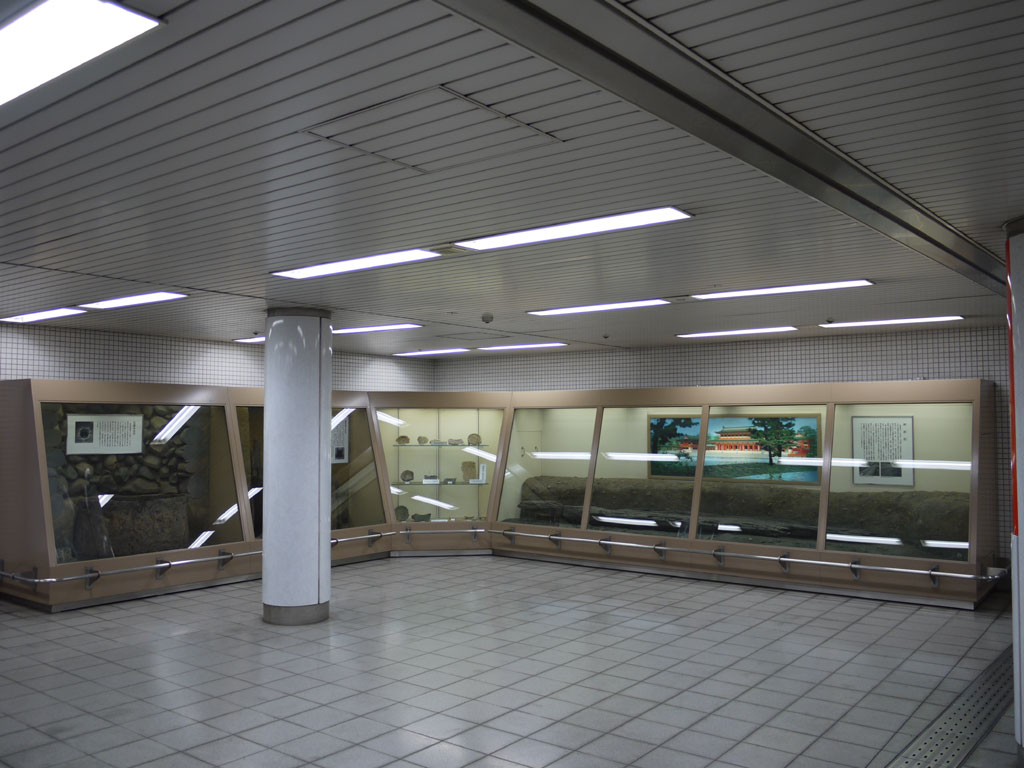
駅内展示（2009年6月）
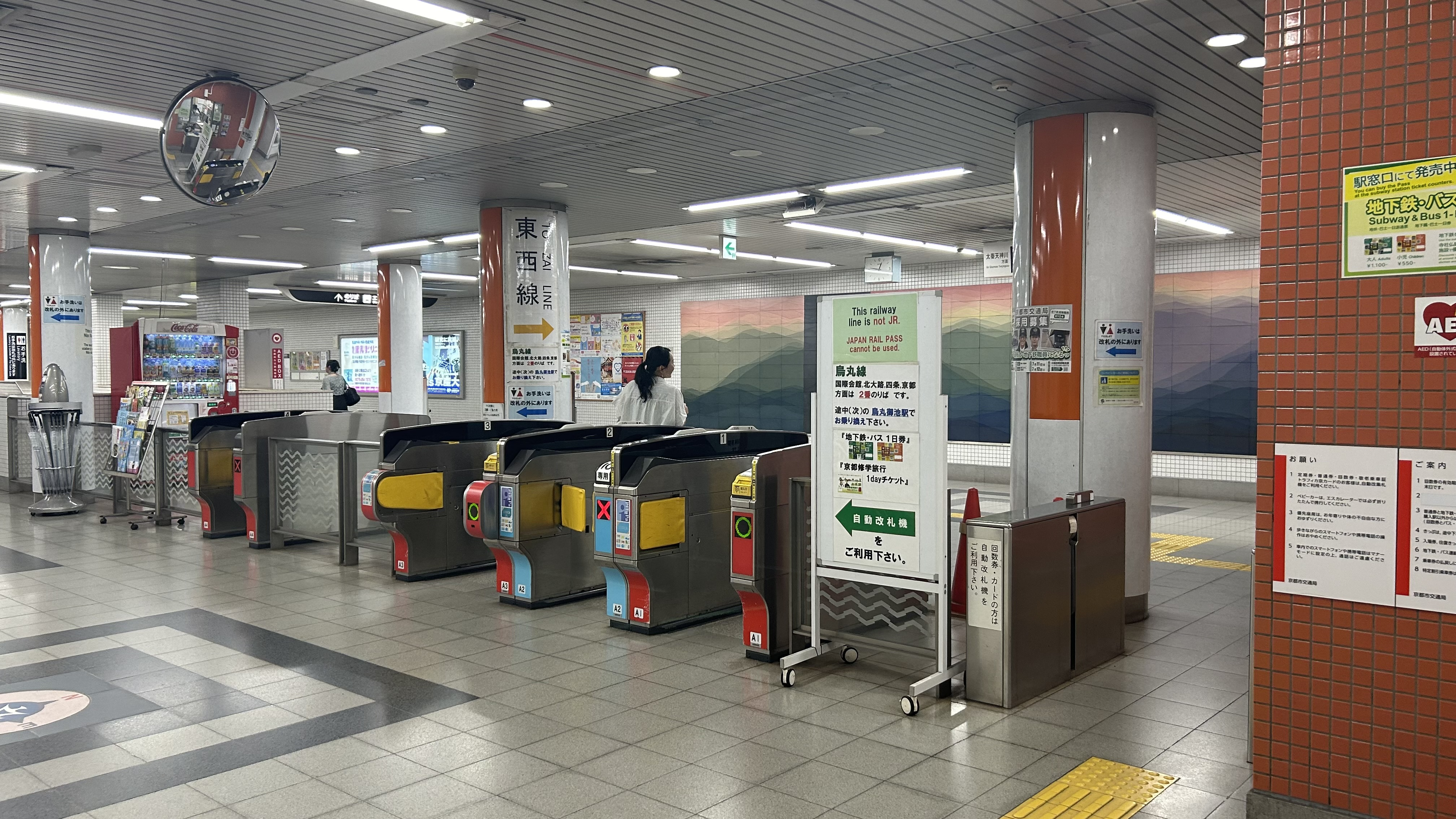
改札口
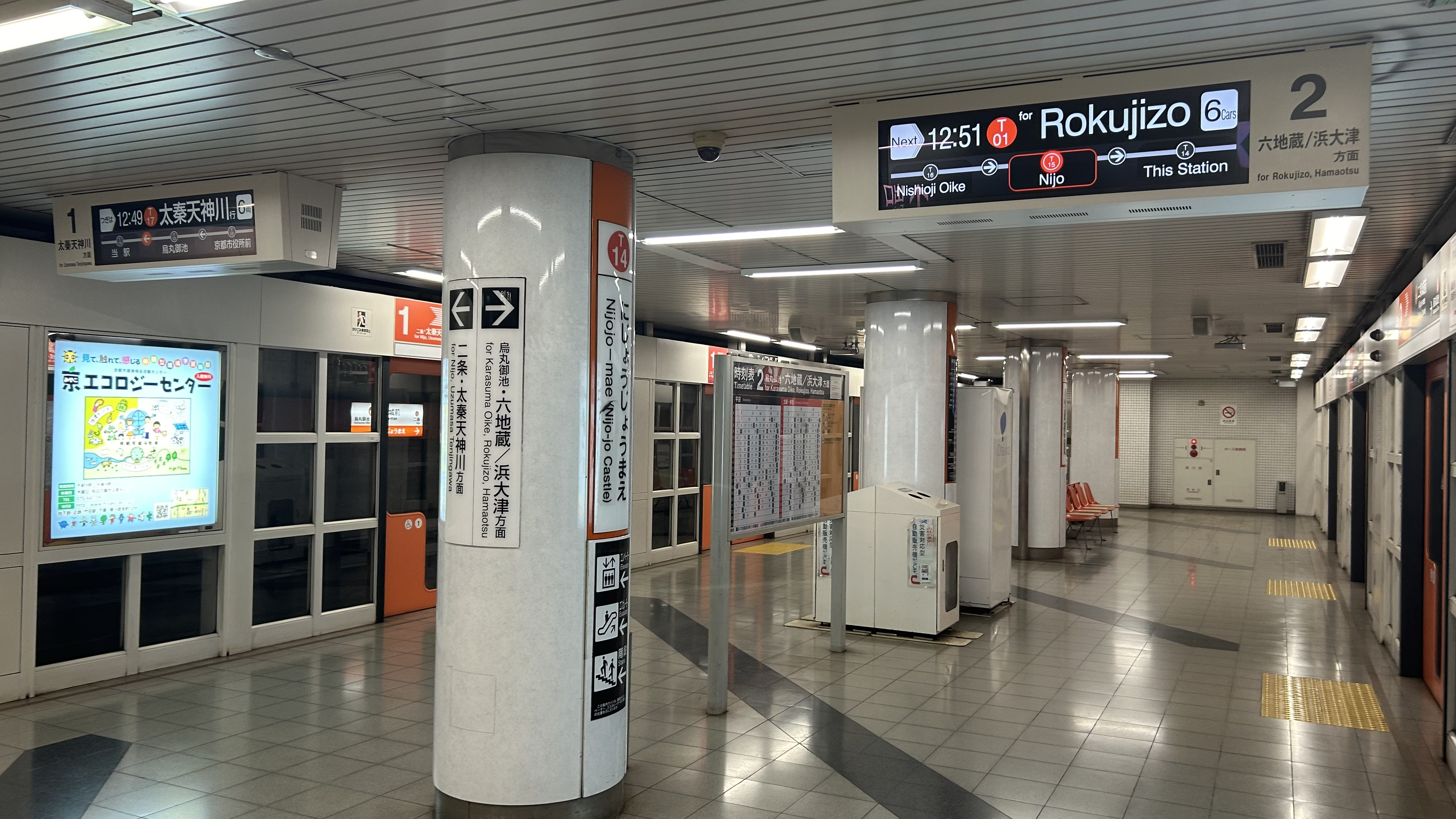
ホーム
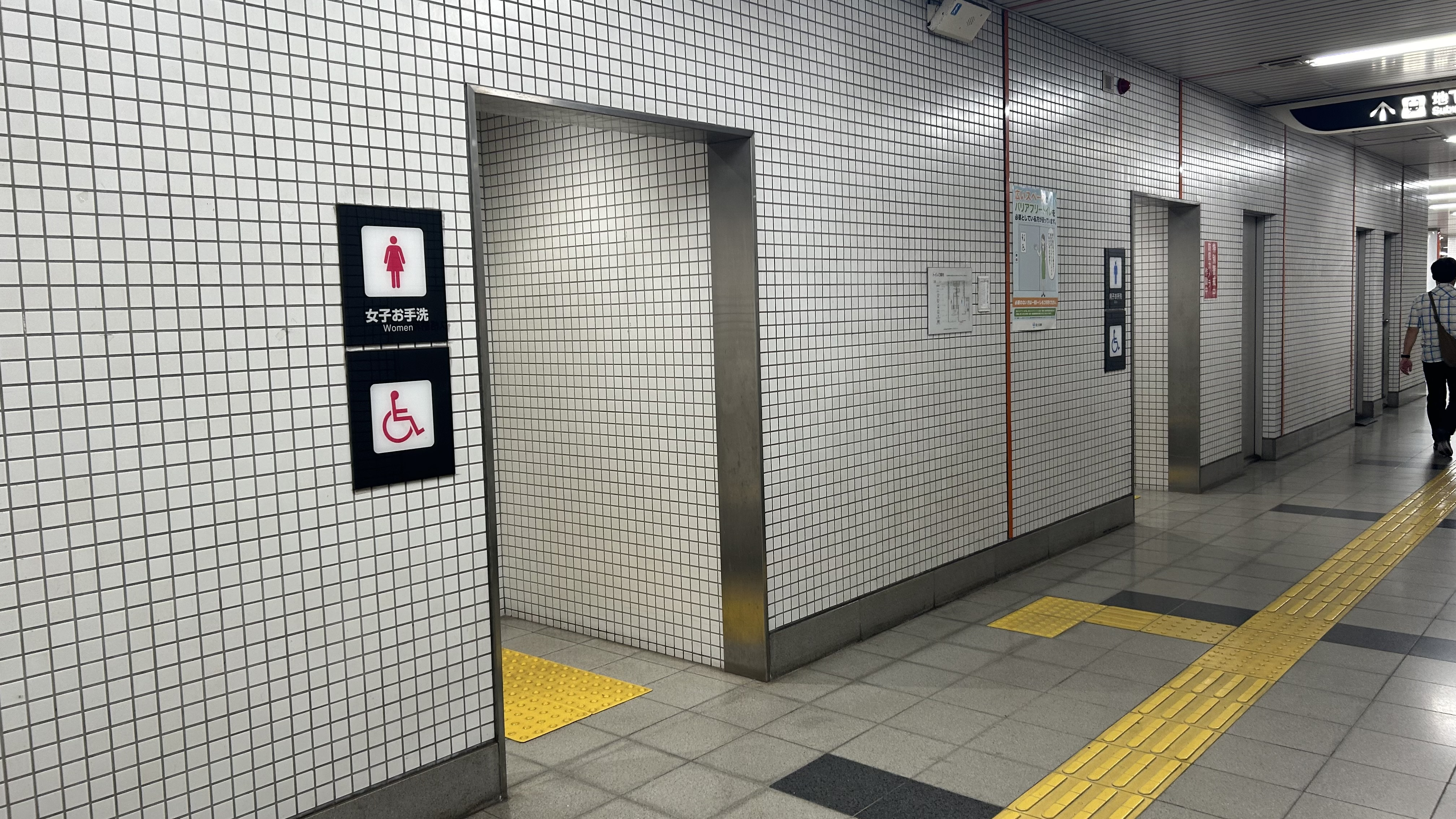
トイレ
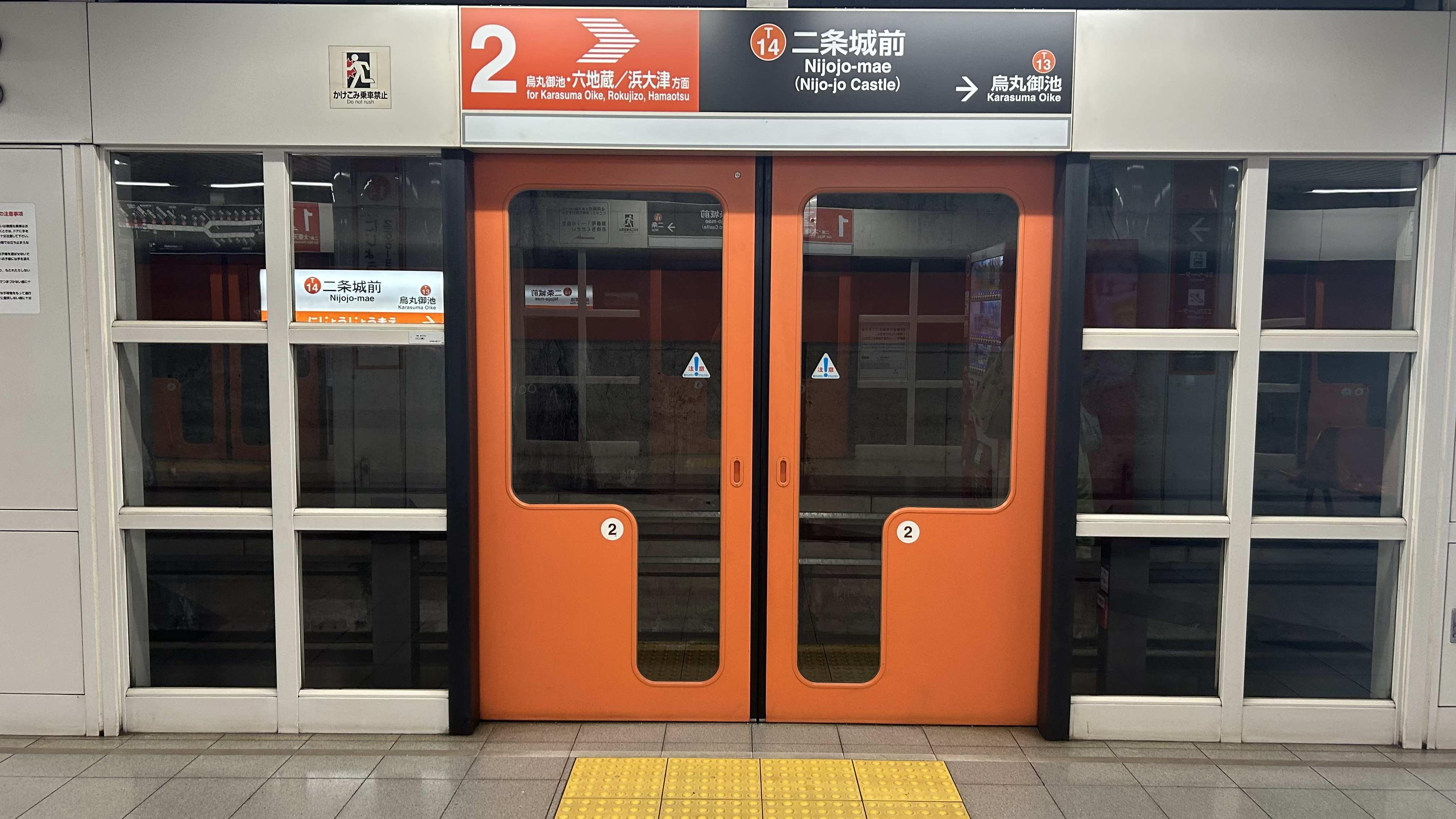
ホームドアと駅名標

### 出口
| 出口番号 | 方角 | 出口周辺                                                                                  | 接続改札 | 備考             |
| -------- | ---- | ----------------------------------------------------------------------------------------- | -------- | ---------------- |
| 3        | 東南 | 神泉苑・中京警察署                                                                        | 改札口   |                  |
| 1        | 西南 | 中京区総合庁舎・中京消防署・元離宮二条城                                                  | 改札口   | エレベーターあり |
| 2        | 北東 | 京都市立芸術大学ギャラリー・アクア・市立京都堀川音楽高等学校 堀川御池ギャラリー・御金神社 | 改札口   |                  |

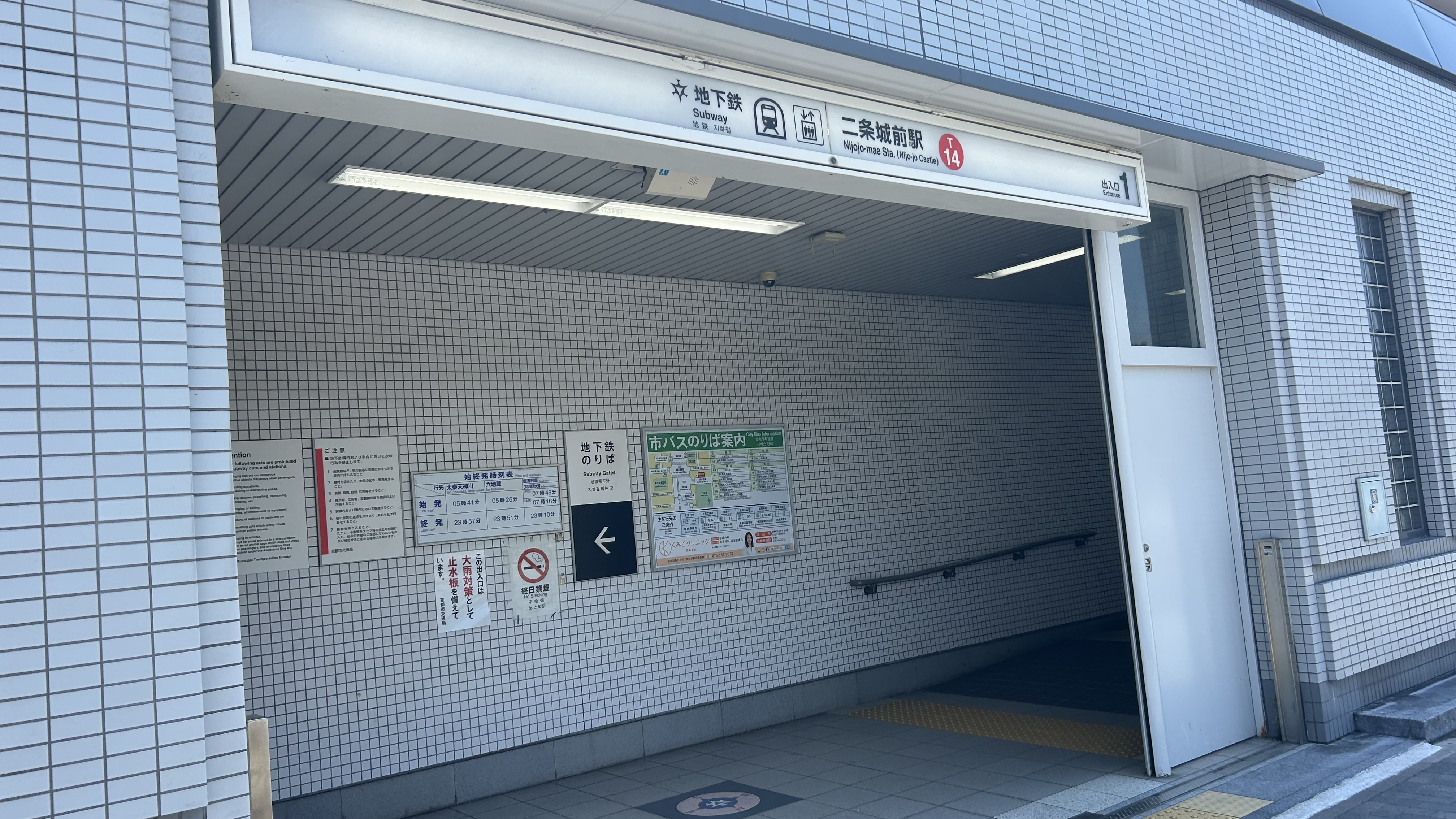
1番出入口
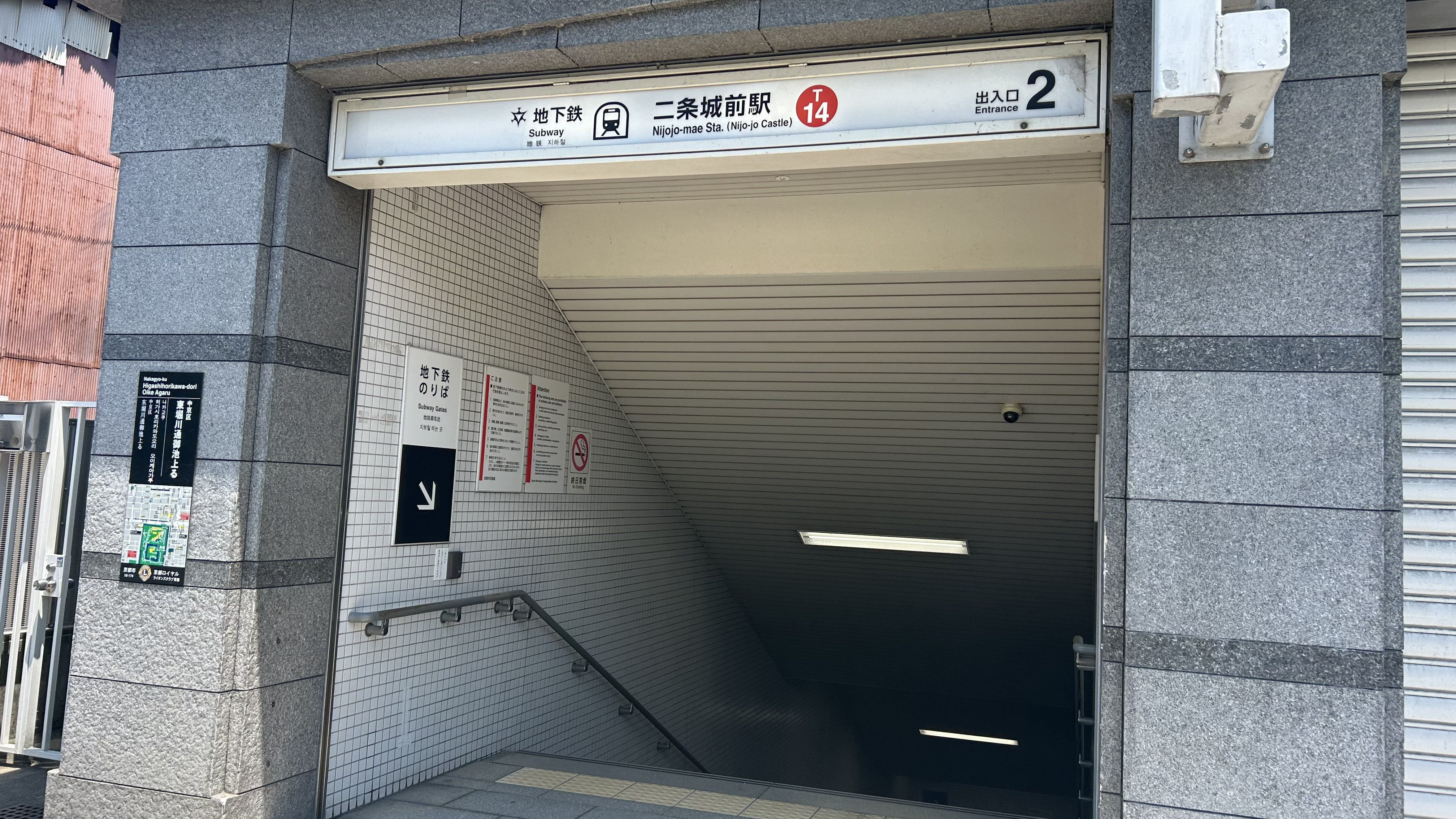
2番出入口
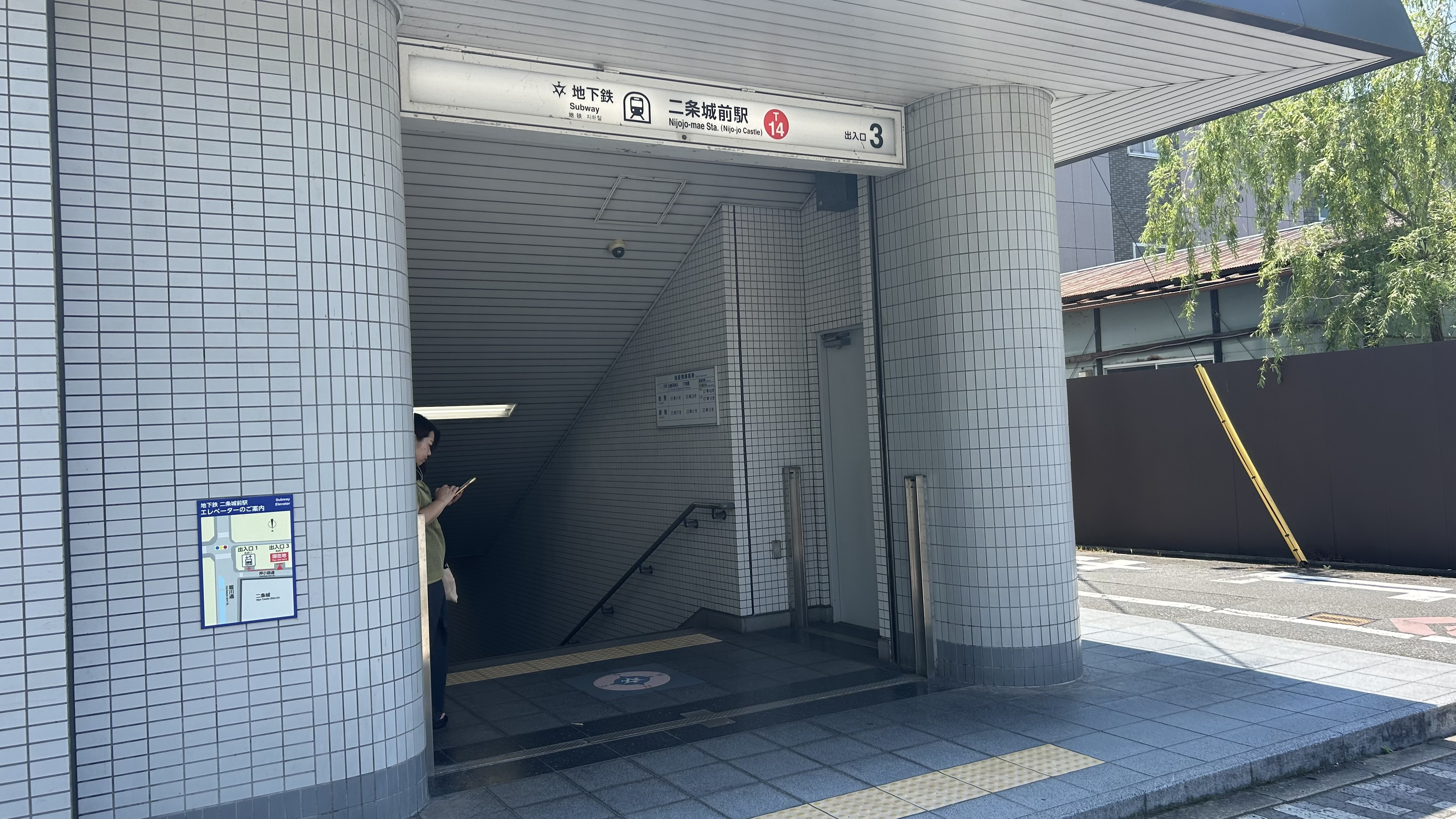
3番出入口

## 利用状況
2024年度の1日平均乗降人員は8,801人である。
近年の1日平均乗降・乗車人員の推移は下記の通り。
| 年度               | 1日平均 乗降人員 | 1日平均 乗車人員 |
| ------------------ | ---------------- | ---------------- |
| 1998年（平成10年） |                  | 3,007            |
| 1999年（平成11年） | 6,130            | 3,081            |
| 2000年（平成12年） | 6,252            | 3,156            |
| 2001年（平成13年） | 6,471            | 3,270            |
| 2002年（平成14年） | 6,614            | 3,328            |
| 2003年（平成15年） | 6,902            | 3,475            |
| 2004年（平成16年） | 6,496            | 3,288            |
| 2005年（平成17年） | 6,582            | 3,290            |
| 2006年（平成18年） | 6,633            | 3,314            |
| 2007年（平成19年） | 6,525            | 3,357            |
| 2008年（平成20年） | 7,068            | 3,615            |
| 2009年（平成21年） | 7,029            | 3,540            |
| 2010年（平成22年） | 7,232            | 3,645            |
| 2011年（平成23年） | 7,302            | 3,680            |
| 2012年（平成24年） | 7,480            | 3,769            |
| 2013年（平成25年） | 7,878            | 3,970            |
| 2014年（平成26年） | 8,474            | 4,276            |
| 2015年（平成27年） | 8,508            | 4,289            |
| 2016年（平成28年） | 8,640            | 4,354            |
| 2017年（平成29年） | 10,348           | 5,221            |
| 2018年（平成30年） | 10,152           | 5,118            |
| 2019年（令和元年） | 10,048           | 5,067            |
| 2020年（令和02年） | 5,173            | 2,665            |
| 2021年（令和03年） | 5,441            | 2,733            |
| 2022年（令和04年） | 6,866            | 3,470            |
| 2023年（令和05年） | 8,208            | 4,209            |
| 2024年（令和06年） | 8,801            |                  |

## 駅周辺
- 二条城
- 京都悠洛ホテル二条城別邸Ｍギャラリー
- 京都市中京区役所、京都市消防局中京消防署（中京区総合庁舎）（案内放送あり）
- 消費生活総合センター
- 神泉苑
- 御金神社
- 武信稲荷神社
- 堀川通
- 御池通
- ANAクラウンプラザホテル京都（旧京都全日空ホテル）
- 毛利病院
- 駿台予備学校京都校（二条城北）（案内放送あり）
- 京都文化医療専門学校
- 京都市立京都堀川音楽高等学校
  - 京都国際ホテル（閉館）

### バス路線
二条城前バス停
- 京都市営バス（市バス）
  - 9号系統：四条堀川・西本願寺前経由 京都駅前行／堀川通経由 西賀茂車庫前行
  - 12号系統：四条河原町経由 三条京阪前行／金閣寺前経由 立命館大学前行
  - 50号系統：京都駅前行／北野天満宮経由 立命館大学前行
  - 67号系統：四条大宮・京都外大前経由 松尾橋行／堀川通経由 上賀茂神社前行（平日朝夕5往復のみ）

堀川御池バス停
- 京都市営バス（市バス）
  - 15号系統：四条河原町経由 三条京阪前行／二条駅前・西ノ京円町経由 立命館大学前行
- 京都バス
  - 62系統：四条河原町経由 三条京阪前行／二条駅前・太秦映画村前・阪急嵐山駅前・嵐山経由 清滝行
  - 63系統：四条河原町経由 三条京阪前行／二条駅前・太秦映画村前・嵐山経由 苔寺・すず虫寺行
  - 65系統：四条河原町経由 三条京阪前行／二条駅前・太秦映画村前経由 有栖川行
  - 66系統：四条河原町経由 三条京阪前行／二条駅前・太秦映画村前・嵐山経由 阪急嵐山駅前行
  - 67系統：四条河原町経由 三条京阪前行

## 隣の駅
京都市営地下鉄
 東西線
烏丸御池駅 (T13) - 二条城前駅 (T14) - 二条駅 (T15)
- 括弧内は駅番号を示す。